# Meredith Hunter
Meredith Hunter (24 de outubro de 1951 - 6 de dezembro de 1969) foi o jovem afro-americano  assassinado no show dos Rolling Stones no festival Altamont Music Festival.
Hunter portava uma arma de fogo durante um momento de confusão entre os que ali estavam (não se sabe se este estava envolvido na briga propriamente), e levou varias facadas de um integrante do Hells Angels.